# Teodor Heba
Teodor (Theodor) Heba (* 10. Juni 1914 in Tirana; † unbekannt) war ein albanischer Politiker der Partei der Arbeit Albaniens.

## Biografie
Im September 1947 war er Vertreter Albaniens bei den Vereinten Nationen.
1950 wurde er erstmals zum Abgeordneten der Volksversammlung (Kuvendi Popullor) gewählt und gehörte dieser in der zweiten Wahlperiode bis 1954 an. Daneben war er Mitglied des Zentralkomitees (ZK) der PPSh.
Zugleich war er vom 30. Juni 1950 bis 1951 Vorsitzender der Volksversammlung und somit Parlamentspräsident.
Im März 1951 wurde er zusammen mit dem ZK-Sekretär für Organisation Tuk Jakova und Justizminister Manol Konomi, der ebenfalls ZK-Mitglied war, sowie den beiden Obersten und Vize-Innenministern Sali Ormeni und Becir Ndou, die beide Kandidaten des ZK waren, wegen der politischen Ansichten angeklagt. Danach wurde Jakova aus dem Politbüro ausgeschlossen, behielt aber seine Funktion als Vize-Ministerpräsident, während die übrigen Personen aus dem ZK ausgeschlossen wurden und ihre Ämter innerhalb der Regierung verloren.